# Ered Gorgoroth (Eerste Era)
Ered Gorgoroth, de Angstbergen, een bergketen in Beleriand uit De Silmarillion van J.R.R. Tolkien.
De Ered Gorgoroth waren de bergen ten zuiden van het plateau van Dorthonion. Naar dit gebied kwam Ungoliant, nadat deze kwaadaardige macht in de gedaante van een spin vluchtte na een gevecht met Morgoth en de Balrogs. Ungoliant bleef lange tijd wonen onder de Ered Gorgoroth in de donkere vallei Nan Dungortheb. Hier bracht zij haar vreselijke kroost ter wereld en het bleef gedurende de hele eerste era een gebied van monsters en angst.
De Gorgoroth is ook een benaming voor een groot plateau in Mordor in de tweede en derde era.